# Trận Atlanta
Trận Atlanta ngày 22 tháng 7 năm 1864 là một trận đánh thuộc chiến dịch Atlanta diễn ra trong cuộc Nội chiến Hoa Kỳ ở phía đông nam thành phố Atlanta, Georgia. Tiếp nối chiến dịch trong mùa hè nhằm đánh chiếm tuyến đường xe lửa và trung tâm tiếp vận quan trọng Atlanta, các lực lượng miền Bắc dưới quyền tướng William T. Sherman đã hoàn toàn áp đảo và đánh bại đội quân miền Nam phòng thủ thành phố do John B. Hood chỉ huy. Thiếu tướng miền Bắc James B. McPherson đã tử trận trong trận này. Dù có tên gọi như vậy nhưng trận đánh lại diễn ra vào khoảng thời gian giữa chiến dịch và Atlanta mãi đến ngày 2 tháng 9 năm 1864 mới thất thủ, sau 6 tuần lễ bao vây cùng với nhiều cố gắng đánh chiếm các tuyến đường xe lửa và tiếp vận dẫn đến thành phố của miền Bắc. Khi chiếm được Atlanta, đội quân của Sherman liền bắt đầu tiến về phía đông nam hướng đến thủ phủ Milledgeville của tiểu bang Georgia, sau đó là thành phố Savannah trong cuộc tiến quân ra biển nổi tiếng.
Sự kiện Atlanta thất thủ là đặc biệt đáng chú ý bởi khía cạnh chính trị của nó. Trong cuộc bầu cử Tổng thống Hoa Kỳ năm 1864, vị tướng kỳ cựu của miền Bắc là George B. McClellan, một thành viên Đảng Dân chủ đã cùng chạy đua với Tổng thống Lincoln bằng cách diễn thuyết kêu gọi đình chiến với miền Nam. Việc đánh chiếm Atlanta và Hood phóng hỏa tiêu hủy các trang bị quân sự khi rút quân đã được báo chí miền Bắc đăng tải rộng rãi, nâng cao đáng kể tinh thần người miền Bắc, và giúp Lincoln trúng cử nhiệm kỳ thứ hai với một khoảng cách đáng kể.

## Bối cảnh
Trong giai đoạn chiến dịch Atlanta, thiếu tướng William Tecumseh Sherman chỉ huy toàn bộ các lực lượng miền Bắc tại Mặt trận miền Tây. Bộ phận chủ lực của miền Bắc trong trận này là Binh đoàn sông Tennessee do thiếu tướng James B. McPherson chỉ huy. Ông là một trong số các viên tư lệnh thân cận nhất của Sherman và Grant, với phong cách rất nhanh nhẹn và mạnh bạo. Trong đội quân của Sherman, quân đoàn XV thuộc quyền thiếu tướng John A. Logan, quân đoàn XVI được giao cho thiếu tướng Grenville M. Dodge, còn thiếu tướng Frank P. Blair Jr. chỉ huy quân đoàn XVII.
Trong vòng vài tháng trước khi diễn ra trận Atlanta, Đại tướng miền Nam Joseph E. Johnston đã phải liên tiếp rút lui trước lực lượng áp đảo của Sherman. Trên suốt chặng đường dọc tuyến xe lửa từ Chattanooga, Tennessee đến Marietta, Georgia, đã diễn đi diễn lại một kịch bản: đầu tiên Johnston lui quân chiếm giữ một vị trí phòng ngự mạnh, Sherman liền tiến quân bọc sườn tuyến phòng thủ miền Nam, và Johnston lại rút lui. Sau khi Johnston rút lui sau trận Resaca, hai đội quân đã giao chiến lần nữa trong trận Kennesaw Mountain, nhưng giới lãnh đạo cấp cao của miền Nam tại Richmond tỏ ra không hài lòng trước sự miễn cưỡng trông thấy của Johnston khi chiến đấu với quân miền Bắc, cho dù ông ta có rất ít cơ hôi chiến thắng. Do đó, ngày 17 tháng 7 năm 1864, khi Johnston đang chuẩn bị cho trận Peachtree Creek, ông ta đã bị cách chức chỉ huy và được thay thế bằng trung tướng John Bell Hood. Việc sa thải và thay thế Johnston là một trong những quyết định gây tranh cãi nhất trong Nội chiến Hoa Kỳ. Hood là người vốn ưa thích mạo hiểm, nên đã đem quân ra bất ngờ tấn công Sherman tại Peachtree Creek, nhưng thất bại và quân miền Nam bị thương vong khoảng 5.000 người.
Hood cần phải giữ thành phố Atlanta, một đầu mối đường xe lửa và trung tâm công nghiệp quan trọng của miền Nam, nhưng quân của ông thì lại quá ít so với lực lượng của Sherman. Ông liền quyết định rút lui, dụ quân miền Bắc tiến lên. Binh đoàn của McPherson đã kéo đến gần Decatur, Georgia, sát phía đông Atlanta.

## Trận chiến

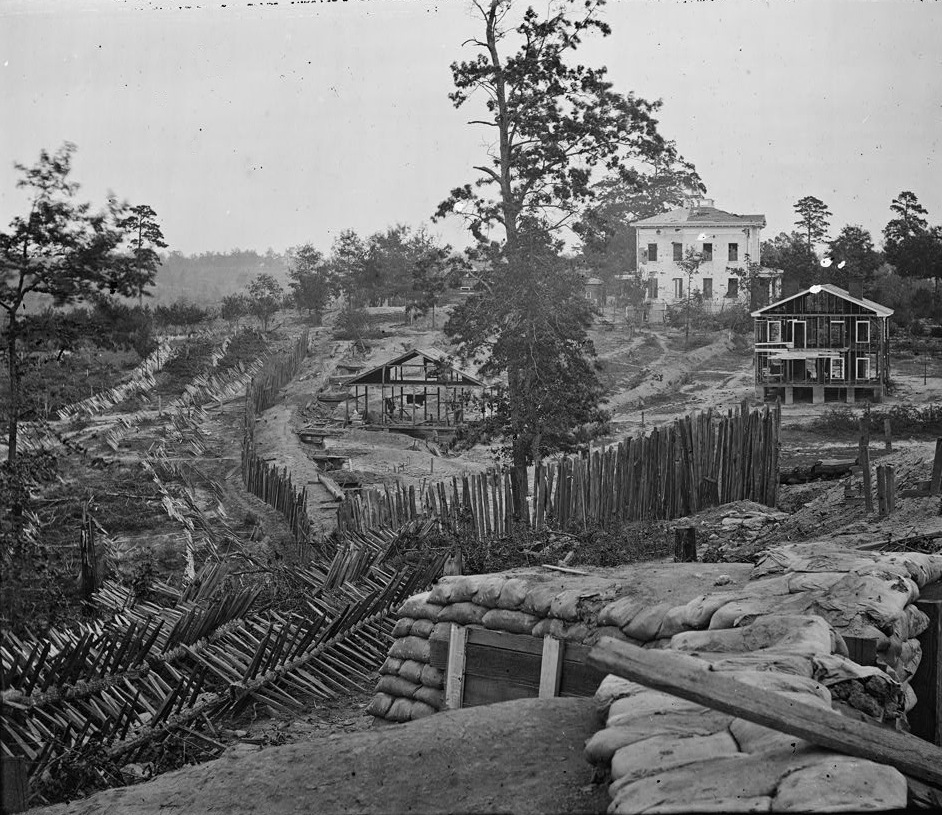
Hệ thống phòng thủ của miền Nam phía trước tòa nhà Potter (hay Ponder) House tại Atlanta, Georgia, 1864.

Tướng Hood ra lệnh cho quân đoàn của trung tướng William J. Hardee tiến ra đánh vào sườn bên trái quân miền Bắc, mặt khác cho kỵ binh của tướng Joseph Wheeler kéo đến đánh tuyến đường tiếp tế của Sherman và một quân đoàn khác do thiếu tướng Benjamin Cheatham chỉ huy tấn công trực diện đối phương. Thế nhưng quân của Hardee tiến đến vị trí quá chậm so với kế hoạch, trong lúc đó McPherson đã suy đoán được chính xác về mối nguy cơ có thể đến từ sườn trái và phái quân đoàn XVI dự bị đến phòng bị sẵn. Quân của Hardee đã đụng độ với lực lượng này và trận chiến bùng nổ. Mặc dù cuộc tấn công đầu tiên của quân miền Nam bị đánh lui, nhưng sườn bên trái của miền Bắc đã bắt đầu rút. Tướng McPherson, lúc này đang cưỡi ngựa đi trước để quan sát trận đánh, đã bị bộ binh miền Nam bắn chết.
Ở gần Decatur, chuẩn tướng John W. Sprague, chỉ huy lữ đoàn 2, sư đoàn 4 thuộc quân đoàn XVI, đã bị kỵ binh của Wheeler tấn công. Wheeler chiếm được đường Fayetteville Road cùng lúc với đội hình của Hardee chiếm đường Flat Shoals Road trên đường đến vị trí của McPherson. Quân miền Bắc tán loạn bỏ chạy khỏi thị trấn nhưng vẫn cứu được những đoàn xe lửa quân nhu tiếp tế của các quân đoàn XV, XVI, XVII, và XX. Sau khi Hardee tấn công thất bại, Wheeler không thể tiếp tục giữ Decatur nữa mà phải lui về Atlanta trong đêm đó. Sprague sau này được thưởng Huân chương Danh dự anh dũng bội tinh hạng nhất cho đóng góp của mình.
Trận tuyến chính của chiến trường lúc này tạo thành hình chữ "L", trong đó cuộc tấn công của Hardee là nét ngang ở chân chữ "L" còn đòn công kích trực diện của Cheatham tạo thành nét thẳng đứng. Hood đã dự định tiến đánh vào đội quân miền Bắc từ cả hai phía đông và tây. Chiến sự tập trung chủ yếu quanh một ngọn đồi tên là Bald Hill ở phía đông thành phố. Quân miền Bắc đã đến đó từ hai ngày trước và bắt đầu pháo kích toàn bộ Atlanta, giết chết rất nhiều dân thường. Giao tranh diễn ra kịch liệt, đôi khi là tay không chọi tay không, tiếp tục leo thang quanh đồi, kéo dài đến tận sau khi trời tối. Quân miền Bắc giữ được đồi trong khi quân miền Nam dừng lại nghỉ tại một vị trí ngay gần đó về phía nam. Đồng thời, cách đó hai dặm về phía bắc, quân của Cheatham đã chọc thủng được thế trận của miền Bắc tại tuyến đường xe lửa Georgia. Quân miền Bắc phản ứng bằng cách cho đặt 20 súng đại bác gần sở chỉ huy của Sherman tại Copen Hill và nã vào đối phương, đồng thời quân đoàn XV của Logan cũng tập hợp lại và đẩy lui quân miền Nam.
Miền Bắc thiệt hại 3.641 binh sĩ, trong đó có thiếu tướng McPherson, đổi lại miền Nam mất 8.499 quân. Đây là một tổn thất khủng khiếp đối với lực lượng lục quân Liên minh miền Nam vốn đã bị suy yếu nhiều, nhưng họ vẫn giữ được thành phố. Có một cơ sở lớn bị binh lính miền Bắc phá hủy là tòa nhà Potter (hay Ponder) House, được xây dựng năm 1857 và thuộc về Ephraim G. Ponder, người sở hữu 65 nô lệ trước chiến tranh. Trong trận đánh, những xạ thủ miền Nam đã trưng dụng nó cho đến khi tòa nhà bị pháo binh miền Bắc phá hủy nặng nề. Tòa nhà đã không bao giờ được xây dựng lại. Một trong số những nô lệ của Ponder, Festus Flipper, là cha của Henry Ossian Flipper, người Mỹ gốc Phi đầu tiên tốt nghiệp Học viện Quân sự West Point Hoa Kỳ.

## Bao vây và hồi kết

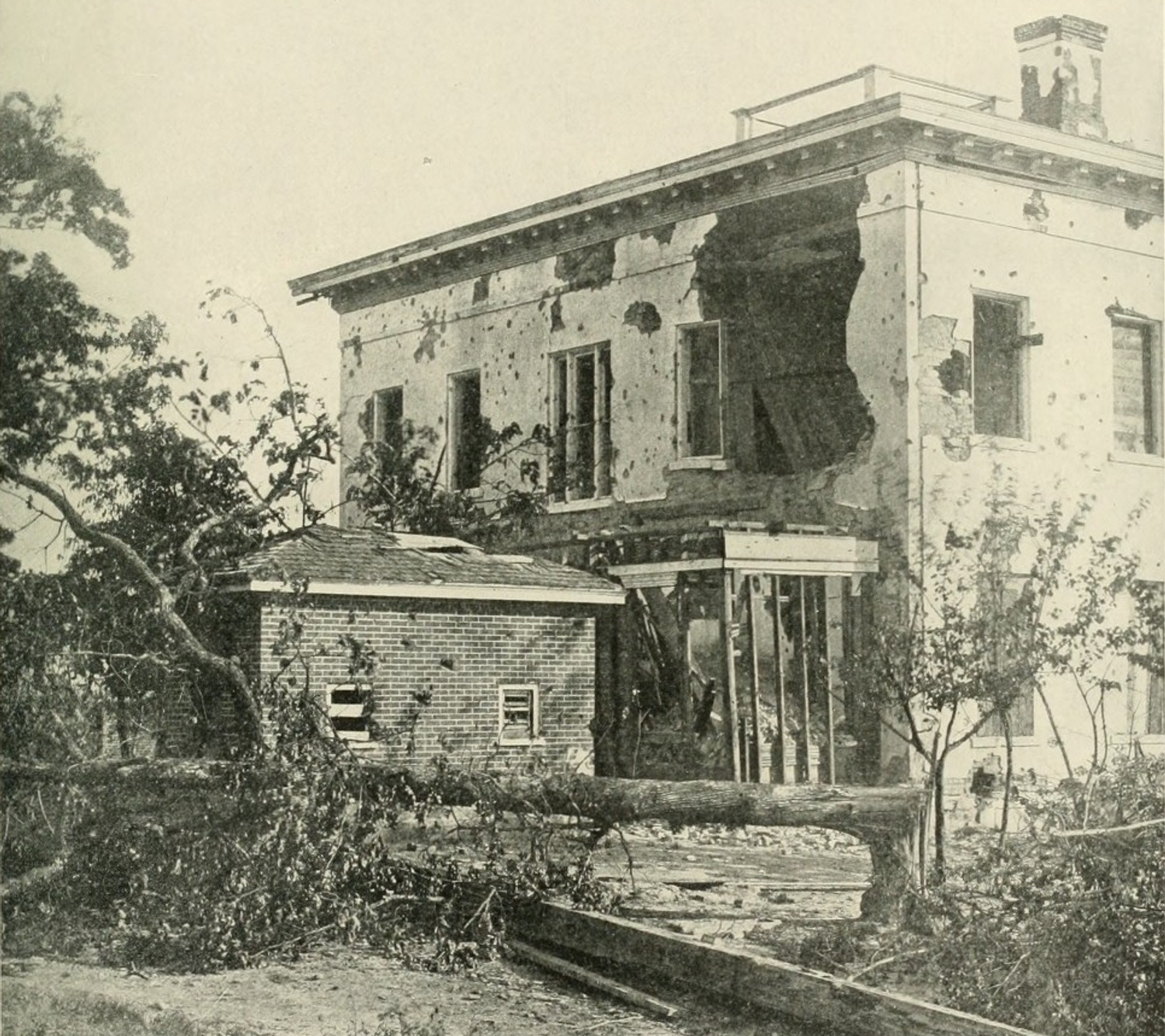
Tòa nhà Potter (hay Ponder) House tại Atlanta, nơi trú ẩn của các xạ thủ miền Nam trước khi nó bị đại bác quân miền Bắc tập trung pháo kích.

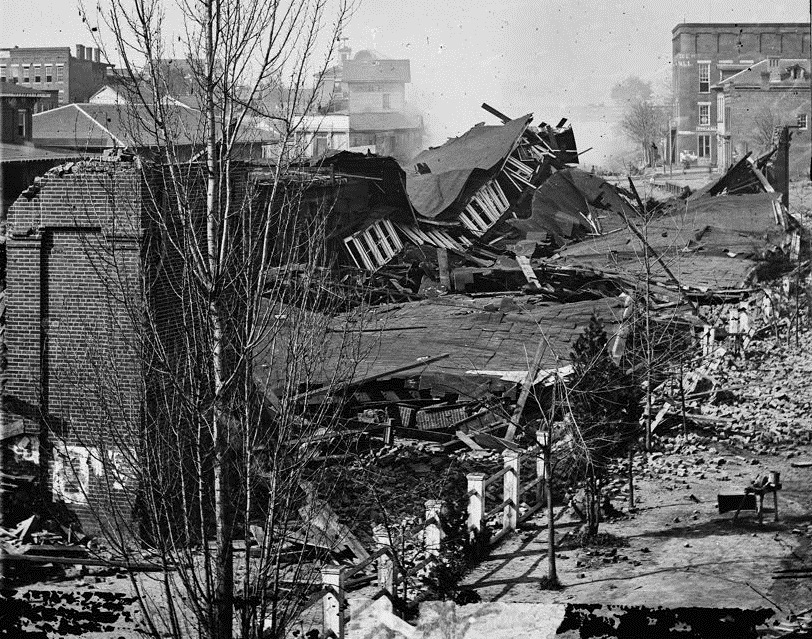
Kho hàng bị phá hủy tại Atlanta sau cuộc phóng hóa thành phố của quân lính Sherman, 1864

Sherman đóng quân bao vây Atlanta suốt 6 tuần, ngày đêm pháo kích và cho binh sĩ mở nhiều cuộc tấn công hai góc tây và nam của thành phố nhằm cắt đứt các đường tiếp tế đến Macon, Georgia. Cả hai cuộc đột kích bằng kỵ binh của Sherman đều bị thất bại trước lực lượng quân kỵ áp đảo của miền Nam. Không đột phá được tuyến phòng thủ của miền Nam trong thành phố, Sherman liền cho áp dụng chiến lược mới, đưa toàn bộ quân đội tiến hành một cuộc hành quân bọc sườn rộng về phía tây. Cuối cùng, ngày 31 tháng 8, trong trận Jonesborough tại Jonesborough, Georgia, Sherman chiếm được tuyến đường xe lửa dẫn đến Macon, đẩy lui quân miền Nam về Lovejoy's Station. Bị mất hoàn toàn nguồn tiếp tế, tướng Hood quyết định rút khỏi Atlanta vào ngày hôm sau, 1 tháng 9, và ra lệnh phá hủy tất cả các kho hàng để quân miền Bắc không thể sử dụng. Ông ta còn cho phóng hỏa đốt cháy 81 xe chở đạn dược, gây nên trận hỏa hoạn hàng trăm người chứng kiến.
Ngày 2 tháng 9, thị trưởng Atlanta là James Calhoun cùng với một ủy ban các công dân thân miền Bắc, bao gồm William Markham, Jonathan Norcross, và Edward Rawson, đã đến gặp một viên đại úy thuộc ban tham mưu của thiếu tướng Henry W. Slocum để giao nộp thành phố đầu hàng, với yêu cầu "bảo vệ các thành phần không chiến đấu và tài sản cá nhân". Sherman, lúc này đang ở Jonesborough, đã gửi điện về Washington ngày 3 tháng 9 báo cáo rằng "Atlanta là của chúng ta, và chiến thắng hoàn hảo". Sau đó ông dựng tổng hành dinh đóng quân ở Atlanta từ ngày 7 tháng 9 và lưu lại đó trong hai tháng trước khi ra lệnh di tản toàn thể dân thành phố. Ngày 14 tháng 11, Sherman cho binh lính thiêu cháy gần 400 tòa nhà, có cả nhà dân lẫn cơ sở thương mại; ước tính số nhà cửa bị phá hủy vào khoảng 3.200 đến 5.000. Hôm sau, quân miền Bắc bắt đầu khởi hành tiến về phía đông đến Savannah trong Cuộc tiến quân ra biển.

## Hậu quả
Sự kiện Atlanta thất thủ và thắng lợi sau đó của Chiến dịch Atlanta đã được đăng tải rộng rãi trên báo chí miền Bắc, cổ vũ mạnh mẽ cho tinh thần người miền Bắc cũng như cho vị thế chính trị của Abraham Lincoln. Trong cuộc tranh cử Tổng thống Hoa Kỳ năm 1864 giữa viên tướng kỳ cựu miền Bắc là George B. McClellan, đại điện Đảng Dân chủ Hoa Kỳ, với tổng thống Lincoln, McClellan đã tiến hành một chiến dịch khá mâu thuẫn - ông ta vốn là một người ủng hộ việc tiếp tục chiến tranh cho đến thắng lợi cuối cùng, nhưng cương lĩnh hòa bình của Đảng Dân chủ lại bao gồm việc kêu gọi đàm phán ngừng bắn với miền Nam. Nếu thỏa thuận ngừng bắn đạt được, không biết đến bao giờ chiến tranh mới có thể bắt đầu lại. Nhưng việc Atlanta thất thủ và tướng Hood cho phóng hỏa các phương tiện quân sự của mình khi rút chạy đã cho thấy thắng lợi đã ở trước mắt, và sự ủng hộ việc ngừng bắn giảm đi rất nhiều. Lincoln đã đắc cử tổng thống lần thứ nhì với một khoảng cách đáng kể: 212 trong tổng số 233 phiếu đại cử tri.
Thiếu tướng James B. McPherson, một trong những sĩ quan cao cấp nhất của miền Bắc bị tử trận trong cuộc Nội chiến, được Sherman thương tiếc và vinh danh, đã tuyên bố trong báo cáo chính thức của mình như sau:
| “                           | Những kẻ thù công khai của ông, kể cả những kẻ đã nhắm viên đạn chí mạng, không bao giờ nói hay viết gì về ông mà không biểu lộ sự kính trọng rõ rệt; những người mà ông chỉ huy yêu mến ông thậm chí đến mức sùng bái; và tôi, người đồng sự và chỉ huy của ông, không thể tìm được từ nào thích hợp để biểu lộ ý kiến của mình về giá trị to lớn của ông. Tôi cảm thấy chắc chắn rằng mọi nhà yêu nước tại Mỹ, khi nghe tin buồn này, sẽ đều có cảm giác như mất người thân, và cả đất nước này sẽ nhận thấy rằng chúng ta đã mất đi, không chỉ là một nhà lãnh đạo quân sự có tài, mà là một con người mà nếu còn sống, sẽ có đủ khả năng để hàn gắn mối xung đột quốc gia vốn đã bị kích động bởi những kẻ quỷ quyệt và tham vọng. | ” |
| — William Tecumseh Sherman, | |   |

Mặc dù bị tàn phá nặng nề bởi chiến tranh, Atlanta đã hồi sinh từ đống đổ nát của mình một cách tương đối nhanh chóng; như một nhà quan sát đã ghi nhận ngay từ tháng 11 năm 1865, "Một thành phố mới đang mọc lên với tốc độ mau chóng đến kỳ diệu". Năm 1880, Atlanta được xếp vào danh sách 50 thành phố lớn nhất Hoa Kỳ. Chiến trường đã trở thành đất cư trú và buôn bán của thành phố, với nhiều công trình tưởng niệm các sự kiện chính của trận đánh, trong đó có nơi tướng McPherson tử trận. Có một công trình được dựng lên năm 1956 bởi Hội đồng Lịch sử Georgia. Để kỷ niệm trận chiến lần thứ 140 vào năm 2004, hai công trình mới được xây dựng tại lân cận Công viên Inma. Tòa nhà Atlanta Cyclorama, xây dựng năm 1921 và được ghi vào Sổ bộ Địa danh Lịch sử Quốc gia Hoa Kỳ, là một bảo tàng nằm tại công viên Grant có chứa một bức tranh toàn cảnh về trận đánh này.